# Erik Skram
Asbjørn Oluf Erik Skram (10. marts 1847 i København – 21. november 1923 sammesteds) var en dansk journalist og forfatter. Hans forældre var jernbanedirektør Gustav Skram (tidligere Schram) og Ida Johanne Hoë. Han var også lillebror til Henriette Skram.
Erik Skram fik sin uddannelse fra Metropolitanskolen 1866 og tog filosofikum 1867.
Erik Skrams første roman var Herregaardsbilleder fra 1877. Romanen Gertrude Coldbjørnsen fra 1879 blev hans mest kendte. Han giftede sig med Amalie Müller (kendt som Amalie Skram) omkring 1884. De fik datteren Johanne Skram Rørdam i 1889. Amalie og Erik Skram blev separeret omkring januar 1900. Amalie og Erik Skram blev aldrig skilt, men Amalie Skram døde i 1905. Derefter giftede Erik Skram sig med skuespillerinden Caroline Kirstine Aagaard. (født 1872 død 1932).
Erik Skram blev udnævnt til Ridder af Dannebrog i 1908 og Dannebrogsmand i 1918.
Han er begravet på Bispebjerg Kirkegård.